# Beautiful World Tour 2007
Beautiful World Tour（ビューティフル・ワールド・ツアー）は2007年10月11日から12月31日まで開催されたテイク・ザットの通算6度目のコンサート・ツアーである。

## 概要
全日程のチケットは40分で完売している。批評家からは全体的に好意的な評価を受け、テイク・ザットにとって最も興行成績がよかったツアーでありイギリス史上最も大きなツアーでもある。
全ての公演にはゲストとしてソフィー・エリス・ベクスターが出演した。12月31日のO2アリーナでの公演は年越しカウントダウンライブ“Take That at Midnight（テイク・ザット・アット・ミッドナイト）”と言う形式で23時15分から行われ、ゲストにシュガーベイブスが出演した。

## セットリスト
1. "オーヴァーチュア"
2. "リーチ・アウト"
3. "イット・オンリー・テイクス・ア・ミニット"
4. "ビューティフル・ワールド"
5. "ペイシェンス"
6. "ホールド・オン"
7. "アイド・ウェイト・フォー・ライフ"
8. "リライト・マイ・ファイア"
9. "ルール・ザ・ワールド"
10. "恋はマジック"
11. "バック・フォー・グッド"
12. "エヴリシング・チェンジズ"
13. "ウドゥン・ボート"
ジェイソン・オレンジのリード・ボーカル曲で、演奏時は他のメンバーは全員ステージから降りている。このような構成は初めてのことである。
14. "ギヴ・グッド・フィーリング"
ハワード・ドナルドによるリミックス曲で、ジェイソンの声がサンプリングされてイントロに使用されている。
15. "シュア"
16. "ネヴァー・フォーゲット"
17. "シャイン"
18. "プレイ"
19. "ハロー、9-X-1" 
バンド・アウトロ。作曲はゲイリー・バーロウ。

## Take That at Midnight セットリスト
1. "シャイン"
2. "ペイシェンス"
3. "オールド・ラング・サイン"
スコットランド民謡のロックバージョン。日本では「蛍の光」のメロディとして有名な曲。
4. "リライト・マイ・ファイア"
ナールズ・バークレイの「クレイジー」をリミックスしたヴァージョン。そのパートを歌うのはシーロー・グリーンではなくロイド・ウェイドである。
5. "ルール・ザ・ワールド"
6. "恋はマジック"
7. "クラウド・シング・アロング・メドレー"
8. "バック・フォー・グッド"
9. "ネヴァー・フォーゲット"

## 日程
- 欧州・・・15公演
- 英国・・・35公演

- 合計・・・50公演

| 日付           | 都市                           | 国             | 会場                                                               |
| -------------- | ------------------------------ | -------------- | ------------------------------------------------------------------ |
| 2007年10月11日 | ベルファスト                   | 北アイルランド | オデッセイ・アリーナ                                               |
| 2007年10月12日 | ベルファスト                   | 北アイルランド | オデッセイ・アリーナ                                               |
| 2007年10月14日 | ベルファスト                   | 北アイルランド | オデッセイ・アリーナ                                               |
| 2007年10月15日 | ベルファスト                   | 北アイルランド | オデッセイ・アリーナ                                               |
| 2007年10月16日 | ベルファスト                   | 北アイルランド | オデッセイ・アリーナ                                               |
| 2007年10月20日 | バルセロナ                     | スペイン       | パラウ・サン・ジョルディ                                           |
| 2007年10月23日 | ボローニャ                     | イタリア       | ウニポル・アレーナ                                                 |
| 2007年10月24日 | ミラノ                         | イタリア       | メディオラヌム・フォーラム                                         |
| 2007年10月26日 | ウィーン                       | オーストリア   | ヴィエナ・シュターレ                                               |
| 2007年10月27日 | チューリッヒ                   | スイス         | ハレンシュタディオン                                               |
| 2007年10月29日 | ケルン                         | ドイツ         | ケルンアレーナ                                                     |
| 2007年10月31日 | ハンブルク                     | ドイツ         | カラー・ライン・アレーナ                                           |
| 2007年11月1日  | ロッテルダム                   | オランダ       | アホイ・ロッテルダム                                               |
| 2007年11月3日  | シュトゥットガルト             | ドイツ         | ハンス＝マルティン・シュライヤー・ハーレ                           |
| 2007年11月4日  | ベルリン                       | ドイツ         | ヴェロドローム                                                     |
| 2007年11月6日  | フランクフルト                 | ドイツ         | フェストハーレ・フランクフルト                                     |
| 2007年11月7日  | オーバーハウゼン               | ドイツ         | ケーニッヒ・ピルスナー・アレーナ                                   |
| 2007年11月9日  | オールボー                     | デンマーク     | ギガンティウム                                                     |
| 2007年11月10日 | オールボー                     | デンマーク     | ギガンティウム                                                     |
| 2007年11月11日 | コペンハーゲン                 | デンマーク     | フォーラム・コペンハーゲン                                         |
| 2007年11月15日 | バーミンガム                   | イングランド   | ナショナル・エキシビジョン・センター                               |
| 2007年11月16日 | バーミンガム                   | イングランド   | ナショナル・エキシビジョン・センター                               |
| 2007年11月17日 | バーミンガム                   | イングランド   | ナショナル・エキシビジョン・センター                               |
| 2007年11月19日 | バーミンガム                   | イングランド   | ナショナル・エキシビジョン・センター                               |
| 2007年11月20日 | バーミンガム                   | イングランド   | ナショナル・エキシビジョン・センター                               |
| 2007年11月22日 | グラスゴー                     | スコットランド | スコティッシュ・エキイシビジョン・アンド・カンファレンス・センター |
| 2007年11月23日 | グラスゴー                     | スコットランド | スコティッシュ・エキイシビジョン・アンド・カンファレンス・センター |
| 2007年11月24日 | グラスゴー                     | スコットランド | スコティッシュ・エキイシビジョン・アンド・カンファレンス・センター |
| 2007年11月26日 | ニューカッスル・アポン・タイン | イングランド   | メトロ・ラジオ・アリーナ                                           |
| 2007年11月27日 | ニューカッスル・アポン・タイン | イングランド   | メトロ・ラジオ・アリーナ                                           |
| 2007年11月29日 | ロンドン                       | イングランド   | O2アリーナ                                                         |
| 2007年11月30日 | ロンドン                       | イングランド   | O2アリーナ                                                         |
| 2007年12月1日  | ロンドン                       | イングランド   | O2アリーナ                                                         |
| 2007年12月3日  | ロンドン                       | イングランド   | O2アリーナ                                                         |
| 2007年12月4日  | ロンドン                       | イングランド   | O2アリーナ                                                         |
| 2007年12月6日  | ロンドン                       | イングランド   | O2アリーナ                                                         |
| 2007年12月7日  | ロンドン                       | イングランド   | O2アリーナ                                                         |
| 2007年12月8日  | ロンドン                       | イングランド   | O2アリーナ                                                         |
| 2007年12月10日 | マンチェスター                 | イングランド   | MENアリーナ                                                        |
| 2007年12月11日 | マンチェスター                 | イングランド   | MENアリーナ                                                        |
| 2007年12月13日 | マンチェスター                 | イングランド   | MENアリーナ                                                        |
| 2007年12月14日 | マンチェスター                 | イングランド   | MENアリーナ                                                        |
| 2007年12月15日 | マンチェスター                 | イングランド   | MENアリーナ                                                        |
| 2007年12月17日 | マンチェスター                 | イングランド   | MENアリーナ                                                        |
| 2007年12月18日 | マンチェスター                 | イングランド   | MENアリーナ                                                        |
| 2007年12月19日 | マンチェスター                 | イングランド   | MENアリーナ                                                        |
| 2007年12月21日 | マンチェスター                 | イングランド   | MENアリーナ                                                        |
| 2007年12月22日 | マンチェスター                 | イングランド   | MENアリーナ                                                        |
| 2007年12月23日 | マンチェスター                 | イングランド   | MENアリーナ                                                        |
| 2007年12月31日 | ロンドン                       | イングランド   | O2アリーナ                                                         |

## 出来事
当初は「シュア」の中盤でダンサーとバンドメンバーを紹介するコーナーの際に、テイク・ザットのメンバーもそれぞれダンスをしていた。他の3人と違ってダンスの技術があまり高くないことで有名なゲイリー・バーロウのダンスにスポットライトを当てるなど、コメディの要素が強い部分であった。
しかしウィーンでの公演中ハワード・ドナルドがダンスの着地に失敗。肋骨を折り右肺が潰れる大怪我を負い、しばらく3人のみで公演を行う事態となった。結果「シュア」のメンバーによるダンスコーナーは無くなり、既にDVD用に収録済みだった映像はロンドン公演のものと差し替えられた。この事故はDVDの特典である「ザ・ジャーニー - ロード・フィルム」で説明されており、ハワードが怪我をした瞬間の映像や入院している姿が収められている。また出演出来なかった公演に挨拶のため、全裸に患者衣のみやドラァグクイーンの格好で顔を出す映像が収められている。
メンバーが欠けることになったが公演中止にはならなかった。怪我から12日後であるオーバーハウゼンでの公演からハワードは復帰した。

## 録画と放送
2007年12月6日と7日のO2アリーナでの公演は収録され、2008年2月25日に二枚組DVDとして発売された。後にブルーレイ版も発売されている。特典にはコンサートのリハーサルから最終日までのドキュメンタリー映像である「ザ・ジャーニー - ロード・フィルム」と、メンバーによるオーディオ・コメンタリーが収録されている。
日本では2008年5月14日に発売され、日本未発売の『ビューティフル・ワールド』のツアー・スーヴェニア・エディションに収録された「ルール・ザ・ワールド」の邦訳が記載された。
DVDはブリット・アワード2008でベスト・ライブ・アクトを受賞した。
Take That at Midnightの模様はITVで“Countdown to Midnight: Take That & Sugababes”のタイトルで生中継された。